# Alexandre Bachlatchev
Alexandre Nikolaïevitch Bachlatchev (en russe : Алекса́ндр Никола́евич Башлачёв), né le 27 mai 1960 et mort le 17 février 1988, est un auteur-compositeur-interprète soviétique, l'un des représentants de l'underground léningradois des années 1980,,,. Le critique de la culture pop-rock russe Artemy Troitsky (en) compare ses textes empreints de poésie du folklore à ceux de Pouchkine, Maïakovski et Mandelstam. Mort jeune, l'artiste laisse une soixantaine de chansons regroupées dans un recueil paru en 1990.

## Biographie
Alexandre Bachlatchev naît à Tcherepovets, dans la famille de Nikolaï Alekseïevitch Bachlatchev - travailleur d'un réseau de chaleur et Nelly Nikolaïevna Bachlatcheva - professeur de chimie. Aleksandre est scolarisé à l'école no 20 de la ville. En 1977-1978, il est designer à l'entreprise sidérurgique Severstal. Il fait ses études à la faculté de journalisme de l'Université Gorky à Iekaterinbourg (1978-1983). Là, naît son fils Ivan qui meurt peu après la naissance, Bachlatchev lui consacrera plus tard sa chanson Vanyucha (« Ванюша » est un diminutif d'Ivan). Il rentre à Tcherepovets et travaille pendant un an au journal Communiste. Le jeune Alexandre écrit les chansons pour le groupe Rock-septembre.
Il part pour Moscou en 1984, puis, déménage à Leningrad. C'est l'époque de petits concerts improvisés entre amis qui s'invitent les uns chez les autres, dit les "kvartirniks" (du russe квартира - appartement). La première représentation de Bachlatchev se déroule à l'une de ces soirées. Il est engagé comme chauffagiste dans la chaufferie à charbon au numéro 15 rue Blokhina à Saint-Pétersbourg, dit Kamtchatka, le lieu culte de rock transformé en musée depuis, où travaillaient également d'autres musiciens : Sviatoslav Zadery, Andrei Machnin, Oleg Kotelnikov, Viktor Tsoi.
En 1987, Bachlatchev commence à jouer sous la direction d'Alekseï Outchitel dans le film documentaire Rock (« Рок ») qui raconte le développement du genre de musique rock en URSS et le quotidien de jeunes musiciens. Mais en cours de tournage il change d'avis et ne souhaite plus y apparaître.
Les deux dernières années de sa vie Bachlatchev connait une panne d'inspiration, il n'écrit plus, ce qui le plonge dans le désarroi et la dépression. Il donne encore les concerts avec son ancien répertoire. Le 17 février 1988, au petit matin il tombe par la fenêtre de l'appartement de l'une de ses amies, à l'adresse 23, perspective Kouznetsov à Leningrad. L'enquête conclut qu'il s'agissait d'un suicide. La cérémonie de ses obsèques est filmée par le groupe d'Alekseï Outchitel et se trouvera incluse dans la suite de son documentaire Le dernier des héros XX ans plus tard (en russe : Последний герой: Двадцать лет спустя). Alexandre Bachlatchev repose au cimetière Kovalevskoïe à Saint-Pétersbourg.